# Петар Гошев
Петар Гошев (Пирава код Валадова, 5. септембар 1948) је економиста, друштвено-политички радник СФР Југославије и СР Македоније и политичар Северне Македоније.

## Биографија
Рођен је 5. септембра 1948. године у селу Пирава код Валадова. Дипломирао је 1971, а магистрирао 1983. године на Екононском факултету у Скопљу. Године 1971, постао је члан Савеза комуниста Југославије.
Радио је као економиста у фабрици аутобуса „11. октомври“ у Скопљу од 1971. до 1972, био је стручно-политички сарадник у Републичком одбору Синдиката радника индустрије у рударства СР Македоније од 1972. до 1976, економски саветник у Савезу синдиката Македоније и шеф Кабинета председника ССМ од 1976. до 1980, члан Савета ССМ и председник Комисије за привредни развој и тренутну политику од 1980. до 1982, те члан Председништва Савета ССМ од 1982. до 1986. године.
Од 1984. до 1988. године био је члан Председништва Централног комитета Савеза комуниста Македоније. Од 27. новембра 1989. до априла 1991. године обављао је функцију председника Председништва ЦК СКМ и био последњи председник СКМ. Био је посланик у Собрању СР Македоније и у Савезној скупштини СФР Југославије.
Гошев је након независности Македоније постао члан Социјалдемократског савеза Македоније, али је због несугласица 1993. године напустио странку и основао Демократску партију. Био је изабран за њеног првог председника. Године 1997. након уједињења Демократске партије и Либерално-демократске партије, постао је председник Либерално-демократске партије. Након неуспеха на парламентарним изборима 1998. године, Гошев је 1999. године поднео оставку на месту председника ЛДП-а.
Био је министар финансија од 1. новембра 2002. до 7. новембра 2003. и посланик у Собрању Македоније од 2002. до 2006. године.
Од 2004. године је гувернер Народне банке Македоније.